# Buffalo and Pittsburgh Railroad

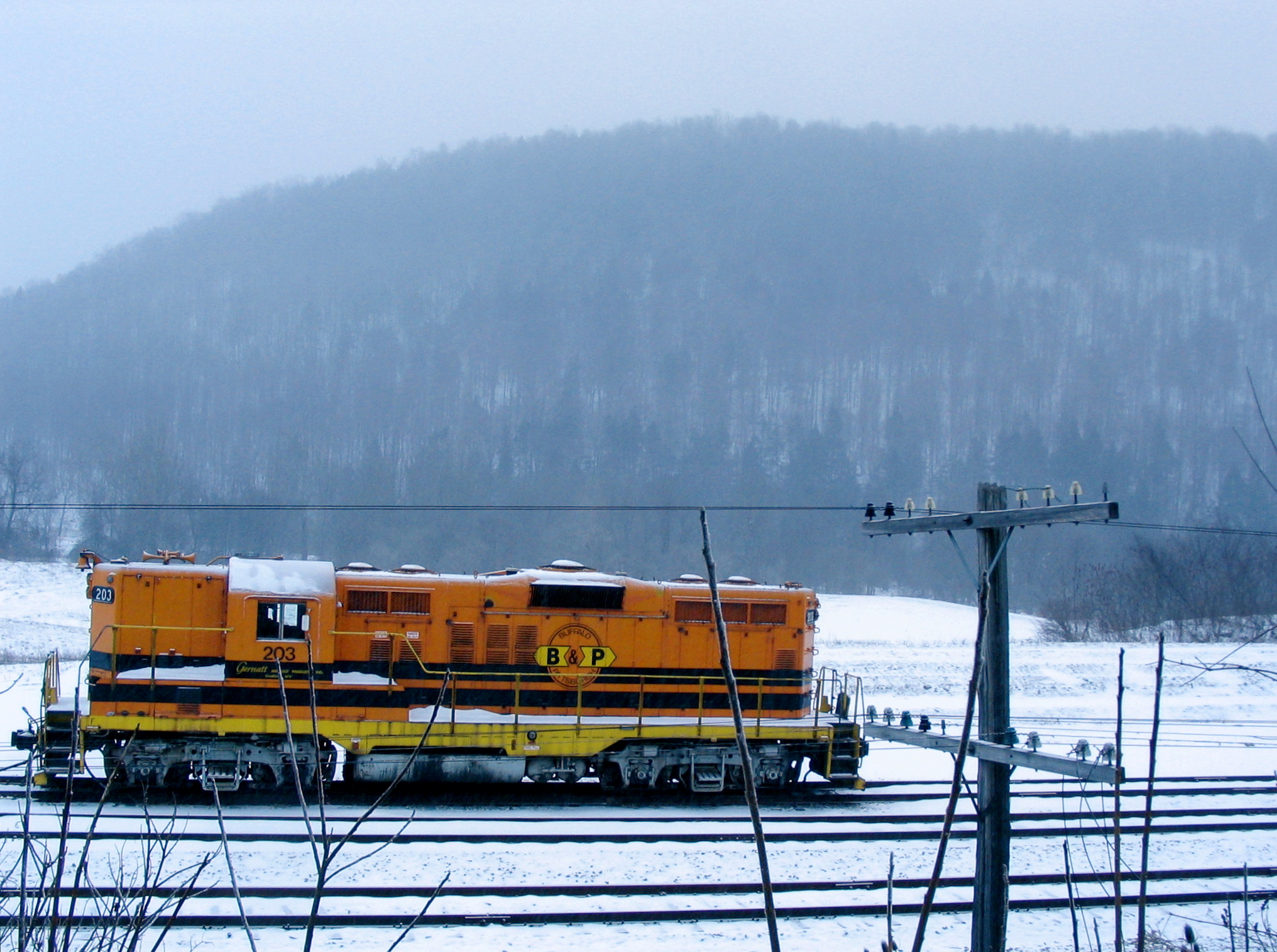
Locomotora EMD GP9 - BPRR 203 de la Buffalo and Pittsburgh Railroad en la nieve

Buffalo and Pittsburgh Railroad es una empresa ferroviaria de Estados Unidos. 
Es una de las 26 empresas ferroviarias denominadas regionales, ubicada en la región nordeste del país. Su central de operaciones se encuentra en Rochester, Nueva York. Es una de las 49 subsidiarias que posee la Genesee & Wyoming.

## Flota de Locomotoras
Buffalo & Pittsburgh tiene un su lista una flota total de 51 locomotoras diésel EMD que son 1 NW2 (21), 1 SW1200 (33), 1 MP15 (44), 2 GP40-3 (101 y 3107), 4 GP40 (301-302, 3000 y 6673), 1 GP35 (305), 9 SD45-2 (451-455, 457 y 459-461), 2 GP9 (626 y 874), 2 GP9-3 (886-887), 1 GP18 (922), 1 GP18-3 (926), 10 SW1500 (1506-1515 y 2000), 6 GP38 (2000-2003, 7803 y 7822), 1 GP40-2 (3001), 1 GP40-3 (3107), 2 GP38-2 (9414 y 9425) y 6 SD90MAC (8500, 8522, 8526-8527 & 8530-8531)

## Características de la red
Buffalo & Pittsburgh tiene una red férrea de 411 millas (661 km) que se extiende desde Búfalo, Nueva York hasta Pittsburg, Pensilvania. Este ramal era antiguamente del Baltimore & Ohio Railroad, un ferrocarril famoso de la época. La anchura de la vía es de 1.435 mm con una capacidad máxima de transporte de 30 toneladas por eje.

## Premios
En 2006 fue premiado como el ferrocarril regional del año.
- Datos: Q4985911
- Multimedia: Buffalo and Pittsburgh Railroad / Q4985911